# Tour de Brasil/Vuelta del Estado de San Pablo 2009
El Tour de Brasil/Vuelta del Estado de San Pablo 2009 fue la 6.º edición de dicha competencia ciclística. Inserta en el calendario internacional de la UCI, formó parte del UCI America Tour 2009 con la categoría 2.2.
El inicio fue el 22 de agosto en la ciudad de San Pablo con una contrarreloj por equipos y terminó el 30 de agosto en la misma ciudad.  
Participaron 14 equipos brasileños y 6 extranjeros totalizando 142 corredores de los cuales 102 llegaron a la meta final.
El ganador fue Sergio Ribeiro del equipo portugués Barbot-Siper.

## Equipos participantes
| - Fapi Funvic/Sundown/JKS/Pindamonhangaba - Dataro/Sel Cordeirópolis - São Lucas Saúde/U.A.C./Americana - Padaria Real/Céu Azul Alimentos/Cannondalle/Sorocaba - Scott/Marcondes Cesar/SJCampos - Cesc/Sundown/NCaixa/Calypso/Maxxis/Kuruma - GRCE Memorial/PrefSantos/Giant/NossaCaixa - Altolim/Assis-Amea - Avai/Florianópolis/Senac/APGF - São Francisco/KHS/NossaCaixa/Atac/Rib Preto - Alfamec/Kenda/DKS/Nossa Caixa/SBCampo - Flying Horse/Caloi/Unilance - Peels Capacetes/Nossa Caixa/CME/Iracemápolis - Trek/Gallic/Dádiva/Levorin/Nossa Caixa/Guarulhos | - Barbot-Siper - Demag Racing Team - Acme/Zero Graviti - Polideportivo Sketchers/Trek - NZ Team/Ciclo Ravena/Instituto P+A/Ativo.com - Selección de Uruguay |

## Etapas
| Etapa     | Fecha        | Recorrido                     | Km      | Ganador de la etapa             | Líder de la clasificación general |
| 1.ª etapa | 22 de agosto | São Paulo                     | 6 (CRE) | Scott/Marcondés César           |                                   |
| 2.ª etapa | 23 de agosto | San Pablo-São José dos Campos | 91.1    | Héctor Aguilar (Fapi/Funvic)    | Héctor Aguilar                    |
| 3.ª etapa | 24 de agosto | São José dos Campos-Atibaia   | 103     | Sergio Ribeiro (Barbot/Siper)   | Sergio Ribeiro                    |
| 4.ª etapa | 25 de agosto | Atibaia-São Carlos            | 239     | Sergio Ribeiro (Barbot/Siper)   | Sergio Ribeiro                    |
| 5.ª etapa | 26 de agosto | São Carlos-Ribeirão Preto     | 95.8    | Michel García (Cesc/Sundown)    | Sergio Ribeiro                    |
| 6.ª etapa | 27 de agosto | Ribeirão Preto-Bauru          | 204.3   | Michel García (Cesc/Sundown)    | Sergio Ribeiro                    |
| 7.ª etapa | 28 de agosto | Bauru-Sorocaba                | 175     | Michel García (Cesc/Sundown)    | Sergio Ribeiro                    |
| 8.ª etapa | 29 de agosto | Sorocaba-Campinas             | 169.6   | Bruno Tabanez (São Lucas Saúde) | Sergio Ribeiro                    |
| 9.ª etapa | 30 de agosto | Jundiaí-São Paulo             | 51.5    | Héctor Aguilar (Fapi/Funvic)    | Sergio Ribeiro                    |

## Clasificaciones generales

### Clasificación general
| \| 1. \| Sergio Ribeiro \| Portugal \| Barbot-Siper \| 27h 23' 00" \| \| 2. \| Bruno Pires \| Portugal \| Barbot-Siper \| + 24" \| \| 3. \| Magno Nazaret \| Brasil \| Fapi/Funvic-Pindamonhangaba \| + 41" \| \| 4. \| Néstor Pías \| Uruguay \| Alfameq \| + 1' 16" \| \| 5. \| Matías Medici \| Argentina \| Scott-Marcondes César \| + 1' 30" \| \| 6. \| Bruno Castanheira \| Portugal \| Barbot-Siper \| + 1' 36" \| \| 7. \| David Bernabéu \| España \| Barbot-Siper \| + 1' 36" \| \| 8. \| Carlos Pinho \| Portugal \| Barbot-Siper \| + 1' 48" \| \| 9. \| Antonio Amorim \| Portugal \| Barbot-Siper \| + 1' 52" \| \| 10. \| Darwin Urrea \| Venezuela \| Acme/Zero Gravity \| + 2' 52" \| |                   |           |                             |             |
| 1. | Sergio Ribeiro    | Portugal  | Barbot-Siper                | 27h 23' 00" |
| 2. | Bruno Pires       | Portugal  | Barbot-Siper                | + 24"       |
| 3. | Magno Nazaret     | Brasil    | Fapi/Funvic-Pindamonhangaba | + 41"       |
| 4. | Néstor Pías       | Uruguay   | Alfameq                     | + 1' 16"    |
| 5. | Matías Medici     | Argentina | Scott-Marcondes César       | + 1' 30"    |
| 6. | Bruno Castanheira | Portugal  | Barbot-Siper                | + 1' 36"    |
| 7. | David Bernabéu    | España    | Barbot-Siper                | + 1' 36"    |
| 8. | Carlos Pinho      | Portugal  | Barbot-Siper                | + 1' 48"    |
| 9. | Antonio Amorim    | Portugal  | Barbot-Siper                | + 1' 52"    |
| 10. | Darwin Urrea      | Venezuela | Acme/Zero Gravity           | + 2' 52"    |

### Clasificación por puntos
| \| 1. \| Michel García \| Cuba \| Cesc/Sundown \| 63 puntos \| \| 2. \| Sergio Ribeiro \| Portugal \| Barbot/Siper \| 49 puntos \| \| 3. \| Héctor Aguilar \| Uruguay \| Fapi/Funvic-Pindamonhangaba \| 35 puntos \| |                |          |                             |           |
| 1. | Michel García  | Cuba     | Cesc/Sundown                | 63 puntos |
| 2. | Sergio Ribeiro | Portugal | Barbot/Siper                | 49 puntos |
| 3. | Héctor Aguilar | Uruguay  | Fapi/Funvic-Pindamonhangaba | 35 puntos |

### Clasificación de la montaña
| \| 1. \| Ricardo Ortíz \| Brasil \| Padaria Real/Sorocaba \| 35 puntos \| \| 2. \| Bruno Pires \| Portugal \| Barbot-Siper \| 34 puntos \| \| 3. \| Douglas Bueno \| Brasil \| Flying Horse \| 24 puntos \| |               |          |                       |           |
| 1. | Ricardo Ortíz | Brasil   | Padaria Real/Sorocaba | 35 puntos |
| 2. | Bruno Pires   | Portugal | Barbot-Siper          | 34 puntos |
| 3. | Douglas Bueno | Brasil   | Flying Horse          | 24 puntos |

### Clasificación por equipos
| \| 1. \| Barbot-Siper \| Portugal \| 82h 11' 43" \| \| 2. \| Scott-Marcondes César \| Brasil \| + 1' 57" \| \| 3. \| Fapi/Funvic-Pindamonhangaba \| Brasil \| + 5' 15" \| \| 4. \| Acme/Zero Gravity \| Argentina \| + 14' 51" \| \| 5. \| Flying Horse \| Brasil \| + 17' 38" \| |                             |           |             |
| 1. | Barbot-Siper                | Portugal  | 82h 11' 43" |
| 2. | Scott-Marcondes César       | Brasil    | + 1' 57"    |
| 3. | Fapi/Funvic-Pindamonhangaba | Brasil    | + 5' 15"    |
| 4. | Acme/Zero Gravity           | Argentina | + 14' 51"   |
| 5. | Flying Horse                | Brasil    | + 17' 38"   |